# Сосновка
Сосновка (рус. Сосновка) град је у Русији у Кировској области.

## Становништво
| 1939. | 1959.  | 1970.  | 1979.  | 1989.  | 2002.  | 2010.  |
| ----- | ------ | ------ | ------ | ------ | ------ | ------ |
| 6.000 | 14.115 | 16.478 | 15.657 | 15.179 | 12.840 | 11.960 |